# 1992년 6월
| 1992년: 1월 · 2월 · 3월 · 4월 · 5월 · 6월 · 7월 · 8월 · 9월 · 10월 · 11월 · 12월 |

| <       | 1992년 6월 | 1992년 6월  | 1992년 6월 | 1992년 6월 | 1992년 6월 | >       |
| 일      | 월         | 화          | 수         | 목         | 금         | 토      |
|         | 1 5.1 무신 | 2 기유      | 3 경술     | 4 신해     | 5 임자     | 6 계축  |
| 7 갑인  | 8 을묘     | 9 병진      | 10 정사    | 11 무오    | 12 기미    | 13 경신 |
| 14 신유 | 15 임술    | 16 계해     | 17 갑자    | 18 을축    | 19 병인    | 20 정묘 |
| 21 무진 | 22 기사    | 23 경오     | 24 신미    | 25 임신    | 26 계유    | 27 갑술 |
| 28 을해 | 29 병자    | 30 6.1 정축 |            |            |            |         |

| 편집하기 |

## 1992년6월 21일
- 체코슬로바키아 해체, 체코와 슬로바키아로 분리되다.

## 1992년6월 14일
- 6월 3일부터 시작된 리우회의가 종료되었다. 회의의 결과로 기후변화협약 등이 채택되었다.